# 威廉·麥斯威爾
威廉·麥斯威爾（英語：William Maxwell，1733年－1796年11月4日），蘇格蘭裔軍人，新澤西州民兵軍官，美國獨立戰爭時期大陸軍將領。
麥斯威爾在1747年隨同父母由愛爾蘭移民北美。法國印第安戰爭爆發後，麥斯威爾在1758年至1760年間加入著名的「新澤西藍兵團」，以民兵身份支援英國陸軍作戰。離役後麥斯威爾長年協助英軍及殖民地治理俄亥俄谷地，應付日益緊張的北美原住民關係，直到1773年才返鄉務農。
1775年美國獨立戰爭爆發，麥斯威爾支持革命一方，並獲得新澤西自治議會委任為民兵上校，派到大陸軍麾下服役。其後麥斯威爾率軍支援遠征加拿大失敗的大陸軍兵，並在1776年冬季獲大陸議會擢升為准將。不久麥斯威爾到賓夕法尼亞州加入喬治·華盛頓的軍隊，並在糧草戰爭期間多次滋擾英軍的搜掠部隊。1777年費城戰役期間，麥斯威爾被華盛頓委派指揮獨立的輕步兵軍團，參與了白蘭地酒戰役、日耳曼鎮戰役和蒙茅斯戰役。1779年麥斯威爾參與沙利文遠征，進攻西部的原住民村落，然後回防新澤西州。
麥斯威爾在1780年向大陸議會辭職，打算要脅議會把自己晉陞為少將，不料他的辭職卻獲得議會接納。此後麥斯威爾回到家鄉務農，並曾經獲選入新澤西州議會。1796年麥斯威爾因急病去世。

## 早年
麥斯威爾在1733年於愛爾蘭阿爾斯特省蒂龍郡紐頓斯圖斯特附近出生。他的父母很可能是蘇格蘭低地麥斯威爾氏族族人，在17世紀末移民到愛爾蘭充當佃農，再在1747年逃避饑荒而移民北美，到新澤西殖民地的摩利斯縣定居。麥斯威爾本人的童年生涯不詳，他在愛爾蘭時曾經接受小學教育，到北美後便跟隨父母務農。

## 法國印第安戰爭與邊疆歲月
1754年，法國印第安戰爭爆發。後世不少資料聲稱麥斯威爾即時加入民兵，協助英軍作戰，更參與了1755年的布雷多克遠征，但這與麥斯威爾自己的紀錄卻不相符。麥斯威爾在1755年很可能只是英軍的隨營平民，向英軍銷售麵粉等糧食補給。此外，新澤西殖民地議會在1757年曾經出資徵集平民，協助英軍建造道路和哨站，而麥斯威爾亦有參與其中，只是未有加入作戰部隊。
1758年，第四代勞頓伯爵約翰·坎貝爾要求新澤西提供1,000名民兵，而麥斯威爾要到此時才正式從軍。他加入了別稱「新澤西藍兵團」（Jersey Blues）的第1新澤西步兵軍團，派到尚普蘭湖地區作戰，先後參與鐘琴堡戰役及蒙特利爾圍城戰，期間陞任中尉。
1760年麥斯威爾服役期滿，轉為以平民身份出任軍需總監，協助駐守紐約州及俄亥俄谷地的英軍購買補給。戰爭結束後，麥斯威爾繼續留守相關職務，並在1766年龐蒂亞克叛亂結束後派到五大湖一帶的邊疆，兼辦殖民地與北美原住民之間的貿易與外交事宜。英軍在1772年逐步撤回加勒比海群島，而麥斯威爾則在1773年辭職返鄉，從事農業及貿易。

## 美國獨立戰爭
1775年，美國獨立戰爭爆發。麥斯威爾此前已經公開反對英國向殖民地徵收新稅，並參與新澤西殖民地議會的反抗措施。戰爭爆發後，麥斯威爾在9月獲議會任命為上校，率兵在特拉華河一帶重建軍營堡壘，並在1776年初北上增援奧爾巴尼。他隨後參與三河市之戰，並掩護遠征加拿大失敗的大陸軍撤回尚普蘭湖南端。
1776年10月23日，大陸議會任命麥斯威爾與馬利蘭州的威廉·史摩活為准將。同年11月，麥斯威爾率兵南下新澤西州，支援接連敗退的喬治·華盛頓。他協助華盛頓徵用並摧毀特拉華河沿岸的艦艇，阻止英國追兵進入賓夕法尼亞州，然後率領民兵到摩利斯鎮準備大陸軍的過冬軍營。他的部隊在糧草戰爭期間非常活躍，數次伏擊英軍的搜掠部隊。
1777年費城戰役期間，麥斯威爾獲得華盛頓的重用。他的部隊起初在斯特靈勳爵威廉·亞歷山大指揮下作戰，參與新澤西州的矮山戰役。後來丹尼爾·摩根的輕步兵軍團被調往北方作戰，華盛頓便任命麥斯威爾為新一任輕步兵指揮官，另外編組一支700人的輕步兵軍團。他的輕步兵隨後參與庫奇橋戰役、白蘭地酒戰役、日耳曼鎮戰役及蒙茅斯戰役，立下不少戰功。
不過，麥斯威爾與其部下的關係卻逐漸出現裂痕。麥斯威爾在福治谷過冬期間，曾經遭部下指控飲酒過量，要求免去他的准將職位，但事件最終不了了之。這與當時大陸軍軍官不滿大陸議會的晉陞選擇有很大關係。事實上麥斯威爾亦不安於准將軍銜，嘗試遊說大陸議會擢升自己為少將，但一直沒有結果。1779年，麥斯威爾跟隨約翰·沙利文參與沙利文遠征，攻擊支持英國的西部邊疆原住民村落。
1780年，麥斯威爾的部隊參與康乃狄克農場戰役及春田戰役等新澤西州戰事。同年7月，麥斯威爾又遭部下指控行為失當，要求召開軍事法庭審訊。麥斯威爾憤而向大陸議會辭職，並暗示議會應該考慮擢升自己為少將，並調到另一作戰崗位，不料議會的戰爭委員會卻接納麥斯威爾的請辭。麥斯威爾的軍旅生涯就此告終。

## 晚年
麥斯威爾離開軍隊後回到家鄉務農。由於他長年在新澤西州作戰，使他在地方一度頗有聲望。1783年麥斯威爾入選新澤西州議會，但在1784年尋求連任失敗。此後麥斯威爾逐漸遠離政治，不過他仍在1794年向賓夕法尼亞州州長湯馬士·密夫林寫信，就殖民地與原住民關係提交政策建議。1796年麥斯威爾在亨特敦縣於朋友家中突然昏厥死亡，隨後送回家鄉格林維治鎮下葬。